# 1841 en musique classique
| \| • Retour à la chronologie générale de la musique classique • \| |
| Grèce • Rome • Haut Moyen Âge • VIIIe siècle • IXe siècle • Xe siècle • XIe siècle XIIe siècle • XIIIe siècle • XIVe siècle • XVe siècle • XVIe siècle • XVIIe siècle XVIIIe siècle • XIXe siècle • XXe siècle • XXIe siècle |
| • Retour à la chronologie générale de la musique classique • |

| Années en musique classique : 1838 - 1839 - 1840 - 1841 - 1842 - 1843 - 1844    |
| Décennies en musique classique : 1810 - 1820 - 1830 - 1840 - 1850 - 1860 - 1870 |

Cet article présente les faits marquants de l'année 1841 en musique.

## Événements
- 31 mars : création à Leipzig de la Symphonie no 1 de Robert Schumann, dirigée par Mendelssohn.
- 13 avril : ouverture de l'Opéra de Dresde (Semperoper) construit par l'architecte Gottfried Semper.
- 28 juin : création à l'Opéra de Paris du ballet Giselle d'Adolphe Adam.

Date indéterminée
- Rêverie et caprice, d'Hector Berlioz.
- Les Nuits d'été, d'Hector Berlioz.
- Ouverture, Scherzo et Finale pour orchestre op. 52, de Robert Schumann.
- Le ténor italien Enrico Tamberlick entame sa carrière lyrique à Naples.

## Prix
- Louis-Aimé Maillart remporte le premier et Théodore Mozin le deuxième Grand Prix de Rome.

## Naissances

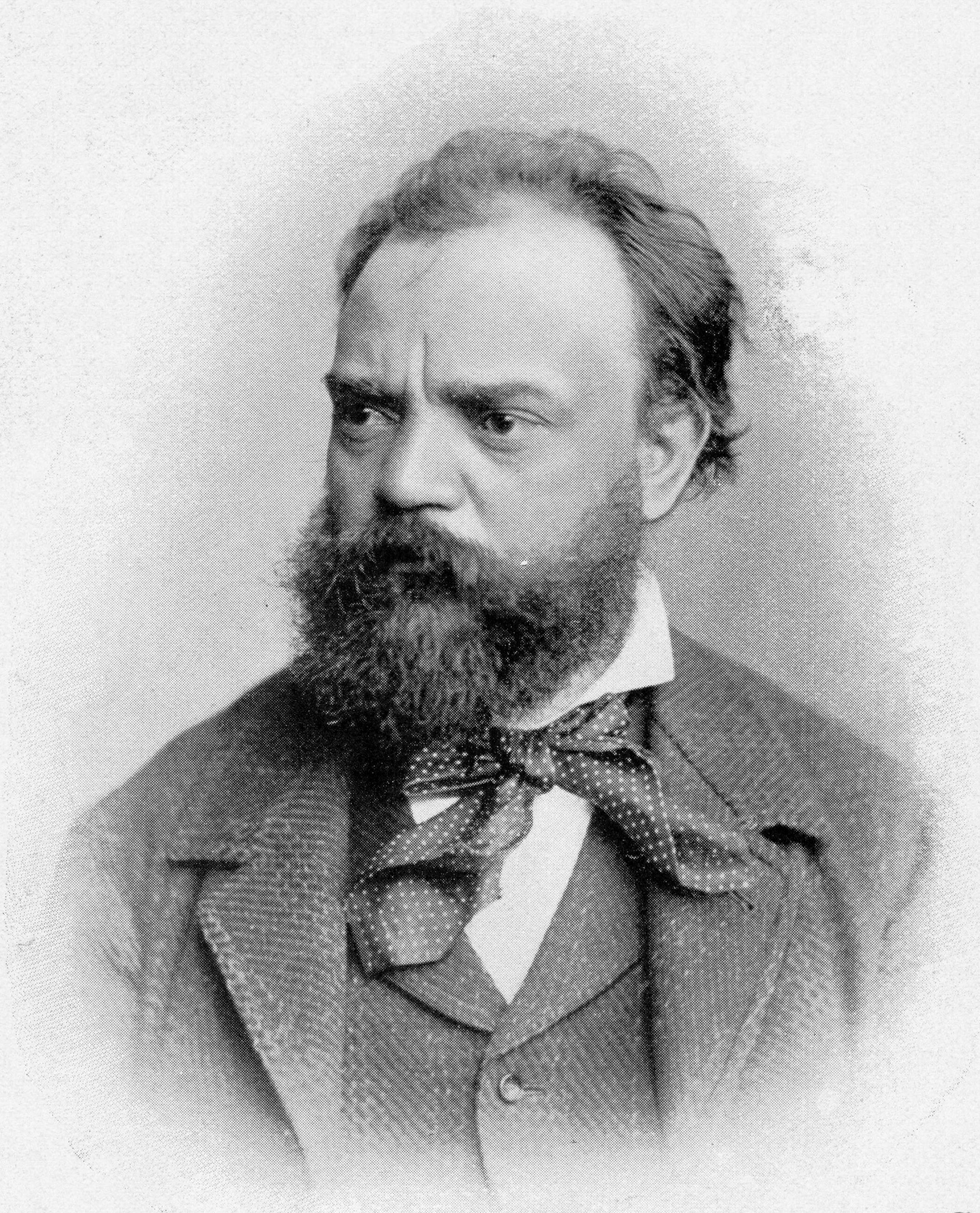
Antonín Dvořák

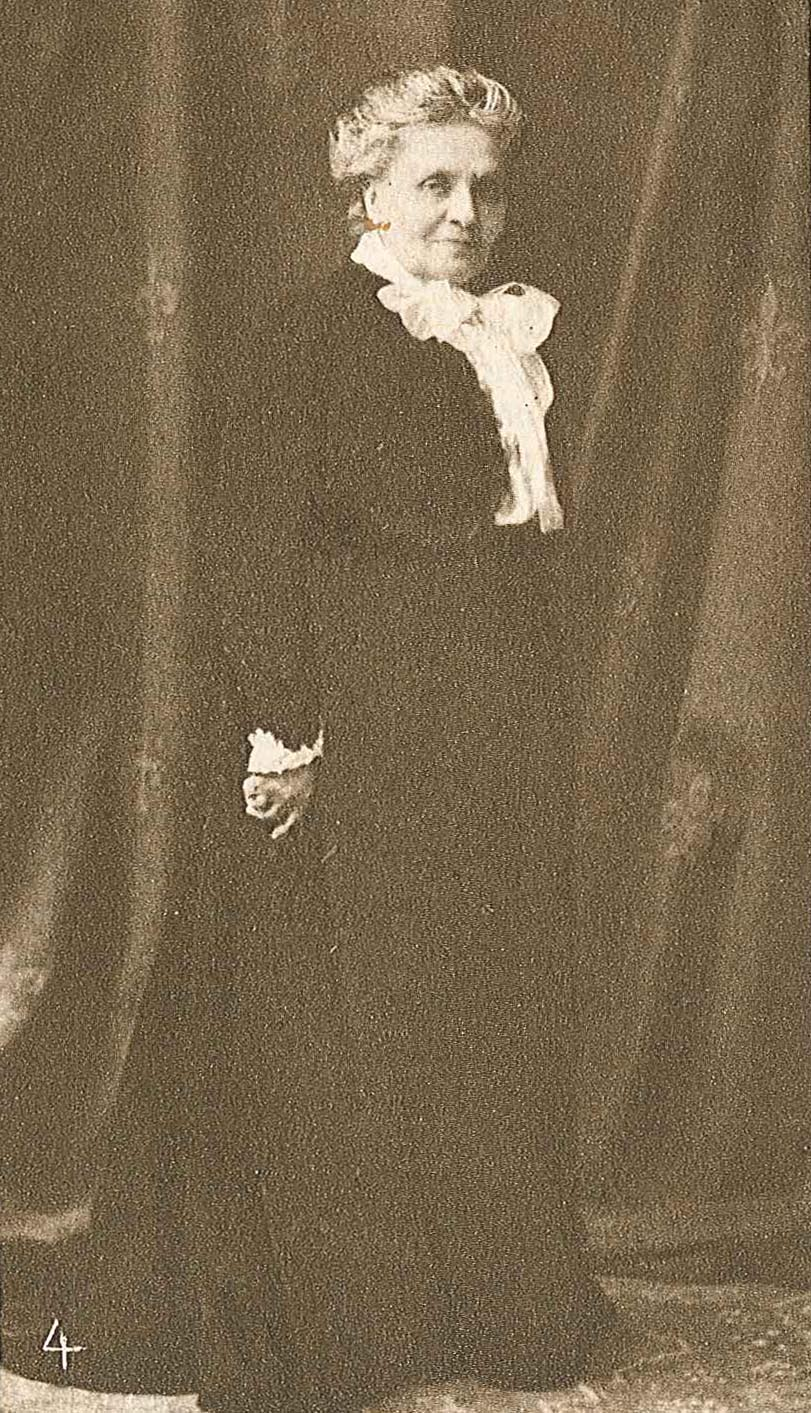
Elfrida Andrée

- 8 janvier : Emilio Usiglio chef d'orchestre et compositeur italien († 7 juillet 1910).
- 18 janvier : Emmanuel Chabrier, compositeur français († 13 septembre 1894).
- 28 janvier : Victor Ernst Nessler, compositeur franco-allemand († 28 mai 1890).
- 31 janvier : Stephen Adams né Michael Maybrick, compositeur et chanteur britannique († 26 août 1913).
- 10 février : Walter Parratt, organiste et compositeur anglais († 27 mars 1924).
- 19 février :
  - Elfrida Andrée, organiste, compositrice, et chef d'orchestre d'origine suédoise († 11 janvier 1929).
  - Felipe Pedrell, compositeur et musicologue espagnol († 19 août 1922).
- 24 février : Jean-Baptiste Maillochaud, organiste et compositeur français († 11 décembre 1928).
- 1er mars : Romualdo Marenco, violoniste et compositeur italien († 9 octobre 1907).
- 10 mars : Victor-Charles Mahillon, facteur d'instruments belge († 17 juin 1924).
- 29 mars : Frédéric Boissière,  compositeur français († 18 décembre 1889).
- 1er avril : Henri Kowalski, compositeur français († 6 juillet 1916).
- 4 avril : Federico Consolo, violoniste et compositeur italien († 14 décembre 1906).
- 28 mai : Giovanni Sgambati, pianiste, compositeur, chef d'orchestre et pédagogue italien († 14 décembre 1914).
- 11 juin : Marie Mongin, pianiste et pédagogue française († 9 mars 1931).
- 8 septembre : Antonín Dvořák, compositeur tchèque († 1er mai 1904).
- 19 septembre : Anatol Vakhnianyne compositeur ukrainien.
- 11 octobre : Friedrich Hegar, compositeur, chef d'orchestre et violoniste suisse († 2 juin 1927).
- 28 octobre : Raoul Madier de Montjau, violoniste et chef d'orchestre français († 3 mars 1909).
- 4 novembre : Carl Tausig, pianiste et compositeur polonais († 17 juillet 1871)
- 11 décembre : Adolf Čech, chef d'orchestre tchèque († 27 décembre 1903).
- 13 décembre : Julius Ruthardt, violoniste et compositeur allemand († 13 octobre 1909).
- 14 décembre : Louise Héritte-Viardot, compositrice, pianiste et cantatrice française († 17 janvier 1918).
- 27 décembre : Philipp Spitta, musicographe et musicologue allemand († 13 avril 1894).

## Décès

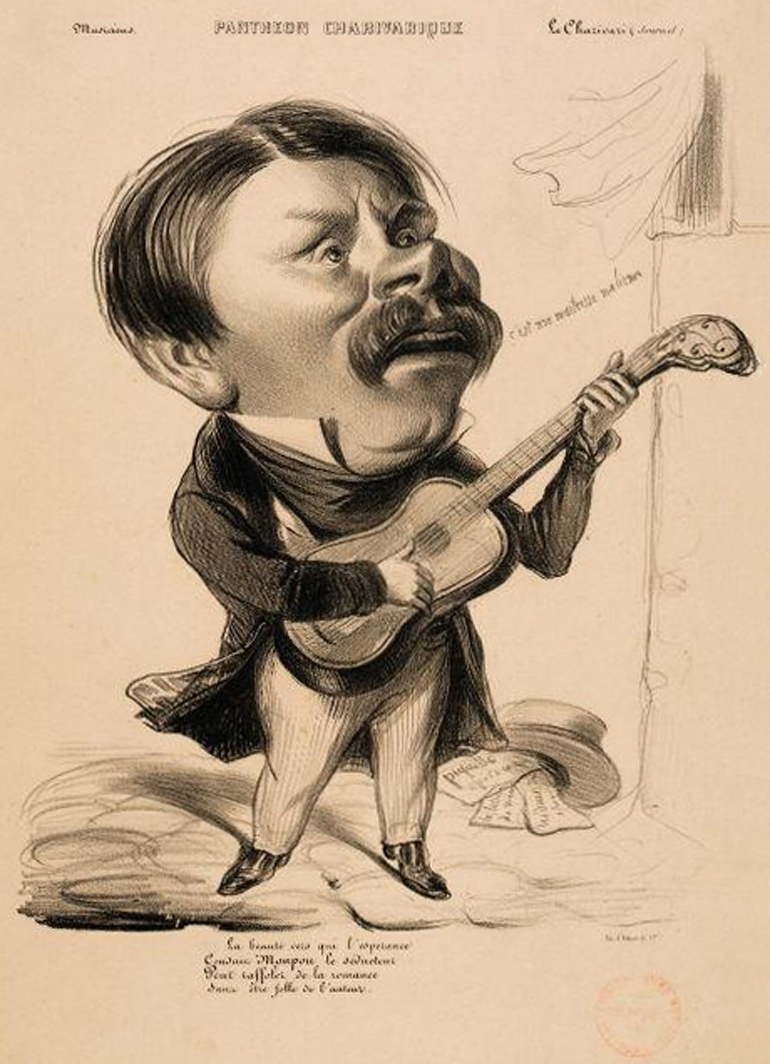
Hippolyte Monpou

- 17 février : Ferdinando Carulli, guitariste et compositeur italien (° 9 février 1770).
- 21 mai : Jean-Baptiste Cartier, violoniste, pédagogue, compositeur et éditeur de musique classique français (° 28 mai 1765).
- 10 août : Hippolyte Monpou, compositeur et organiste français (° 12 janvier 1804).
- 13 août : Bernhard Romberg, violoncelliste et compositeur allemand (° 13 novembre 1767).
- 24 août : Friedrich Curschmann, compositeur et chanteur allemand (° 21 juin 1805).
- 27 août : Ignaz von Seyfried, chef d'orchestre et compositeur autrichien (° 15 août 1776).
- 15 septembre : Alessandro Rolla, compositeur italien, virtuose du violon et de l’alto († 22 avril 1757).
- 28 octobre : Francesco Morlacchi, compositeur italien (° 14 juin 1784).
- 18 décembre : Felice Blangini, compositeur italien (° 18 novembre 1781).